# Leucamp
Leucamp est une commune française, située dans le département du Cantal en région Auvergne-Rhône-Alpes.

## Géographie
Leucamp est une commune bordée par le Goul et par son affluent, le ruisseau des Maurs à l'est, et par son autre affluent le ruisseau de Langairoux à l'ouest.

### Communes limitrophes
Les communes limitrophes sont Murols, Ladinhac, Prunet, Teissières-lès-Bouliès et Vezels-Roussy.

### Climat
Pour des articles plus généraux, voir Climat d'Auvergne-Rhône-Alpes et Climat du Cantal.
En 2010, le climat de la commune est de type climat océanique altéré, selon une étude du CNRS s'appuyant sur une série de données couvrant la période 1971-2000. En 2020, Météo-France publie une typologie des climats de la France métropolitaine dans laquelle la commune est exposée à un climat de montagne ou de marges de montagne et est dans la région climatique  Ouest et nord-ouest du Massif Central, caractérisée par une pluviométrie annuelle de 900 à 1 500 mm, maximale en automne et en hiver. 
Pour la période 1971-2000, la température annuelle moyenne est de 10,5 °C, avec une amplitude thermique annuelle de 15,6 °C. Le cumul annuel moyen de précipitations est de 1 409 mm, avec 12,9 jours de précipitations en janvier et 7,6 jours en juillet. Pour la période 1991-2020, la température moyenne annuelle observée sur la station météorologique de Météo-France la plus proche, sur la commune de Sénezergues à 13 km à vol d'oiseau, est de 12,3 °C et le cumul annuel moyen de précipitations est de 1 137,8 mm,. Pour l'avenir, les paramètres climatiques de la commune estimés pour 2050 selon différents scénarios d'émission de gaz à effet de serre sont consultables sur un site dédié publié par Météo-France en novembre 2022.

## Urbanisme

### Typologie
Au 1er janvier 2024, Leucamp est catégorisée commune rurale à habitat dispersé, selon la nouvelle grille communale de densité à 7 niveaux définie par l'Insee en 2022.
Elle est située hors unité urbaine. Par ailleurs la commune fait partie de l'aire d'attraction d'Aurillac, dont elle est une commune de la couronne,. Cette aire, qui regroupe 85 communes, est catégorisée dans les aires de 50 000 à moins de 200 000 habitants,.

### Occupation des sols
L'occupation des sols de la commune, telle qu'elle ressort de la base de données européenne d’occupation biophysique des sols Corine Land Cover (CLC), est marquée par l'importance des forêts et milieux semi-naturels (62,9 % en 2018), en diminution par rapport à 1990 (64,1 %). La répartition détaillée en 2018 est la suivante : 
forêts (62,9 %), prairies (32,6 %), zones agricoles hétérogènes (4,5 %). L'évolution de l’occupation des sols de la commune et de ses infrastructures peut être observée sur les différentes représentations cartographiques du territoire : la carte de Cassini (XVIIIe siècle), la carte d'état-major (1820-1866) et les cartes ou photos aériennes de l'IGN pour la période actuelle (1950 à aujourd'hui).

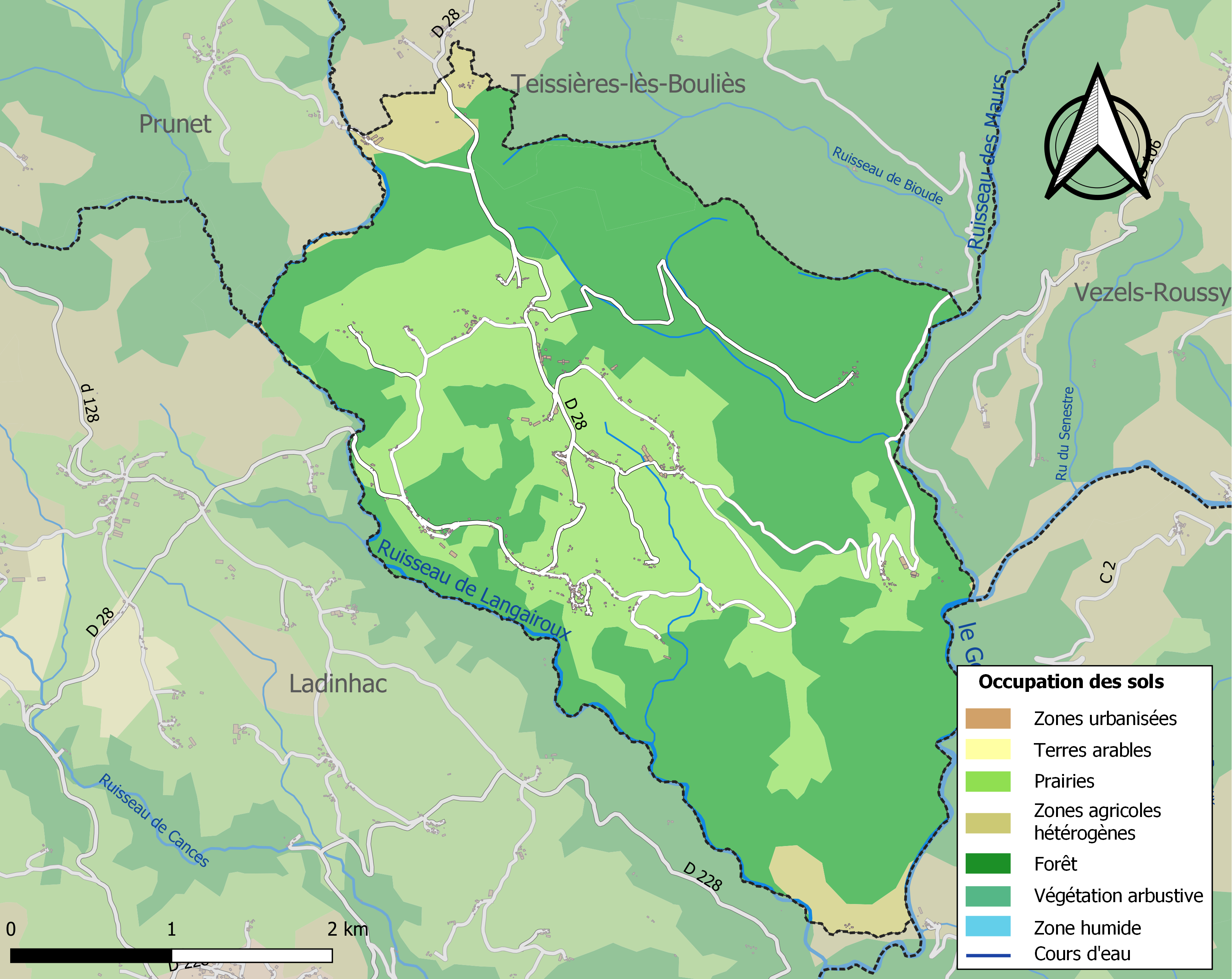
Carte des infrastructures et de l'occupation des sols de la commune en 2018 (CLC).

### Habitat et logement
En 2018, le nombre total de logements dans la commune était de 170, alors qu'il était de 164 en 2013 et de 150 en 2008.
Parmi ces logements, 65,5 % étaient des résidences principales, 26,3 % des résidences secondaires et 8,2 % des logements vacants. Ces logements étaient pour 95,3 % d'entre eux des maisons individuelles et pour 2,4 % des appartements.
Le tableau ci-dessous présente la typologie des logements à Leucamp en 2018 en comparaison avec celle du Cantal et de la France entière. Une caractéristique marquante du parc de logements est ainsi une proportion de résidences secondaires et logements occasionnels (26,3 %) supérieure à celle du département (20,4 %) et à celle de la France entière (9,7 %). Concernant le statut d'occupation de ces logements, 89,2 % des habitants de la commune sont propriétaires de leur logement (85 % en 2013), contre 70,4 % pour le Cantal et 57,5 pour la France entière.
| Typologie                                               | Leucamp | Cantal | France entière |
| ------------------------------------------------------- | ------- | ------ | -------------- |
| Résidences principales (en %)                           | 65,5    | 67,7   | 82,1           |
| Résidences secondaires et logements occasionnels (en %) | 26,3    | 20,4   | 9,7            |
| Logements vacants (en %)                                | 8,2     | 11,9   | 8,2            |

## Politique et administration
| Période                                  | Période   | Identité          | Étiquette | Qualité                       |
| ---------------------------------------- | --------- | ----------------- | --------- | ----------------------------- |
| Les données manquantes sont à compléter. |           |                   |           |                               |
| mars 2001                                | mars 2008 | Jean Falière      |           |                               |
| mars 2008                                | en cours  | Annie Plantecoste | LR        | Infirmière libérale retraitée |

## Démographie
L'évolution du nombre d'habitants est connue à travers les recensements de la population effectués dans la commune depuis 1793. Pour les communes de moins de 10 000 habitants, une enquête de recensement portant sur toute la population est réalisée tous les cinq ans, les populations de référence des années intermédiaires étant quant à elles estimées par interpolation ou extrapolation. Pour la commune, le premier recensement exhaustif entrant dans le cadre du nouveau dispositif a été réalisé en 2006.

En 2022, la commune comptait 244 habitants, en évolution de +4,27 % par rapport à 2016 (Cantal : −1,08 %, France hors Mayotte : +2,11 %).
| 1793 | 1800 | 1806 | 1821 | 1831 | 1836 | 1841 | 1846 | 1851 |
| ---- | ---- | ---- | ---- | ---- | ---- | ---- | ---- | ---- |
| 559  | 417  | 567  | 569  | 662  | 653  | 662  | 685  | 651  |

| 1856 | 1861 | 1866 | 1872 | 1876 | 1881 | 1886 | 1891 | 1896 |
| ---- | ---- | ---- | ---- | ---- | ---- | ---- | ---- | ---- |
| 597  | 607  | 603  | 541  | 529  | 526  | 486  | 506  | 544  |

| 1901 | 1906 | 1911 | 1921 | 1926 | 1931 | 1936 | 1946 | 1954 |
| ---- | ---- | ---- | ---- | ---- | ---- | ---- | ---- | ---- |
| 521  | 511  | 505  | 409  | 417  | 418  | 364  | 374  | 473  |

| 1962 | 1968 | 1975 | 1982 | 1990 | 1999 | 2006 | 2011 | 2016 |
| ---- | ---- | ---- | ---- | ---- | ---- | ---- | ---- | ---- |
| 336  | 312  | 292  | 280  | 263  | 237  | 235  | 236  | 234  |

| 2021 | 2022 | - | - | - | - | - | - | - |
| ---- | ---- | - | - | - | - | - | - | - |
| 242  | 244  | - | - | - | - | - | - | - |

## Culture locale et patrimoine

### Lieux et monuments
- Ruines du château féodal de La Garde.
- Carrière de sable sur mine de pyrite abandonnée.
- Musée de la mine